# Liste der Naturschutzgebiete in Hamburg
Diese sortierbare Liste enthält alle 38 Naturschutzgebiete in Hamburg (Stand: Februar 2025).

## Liste
- Karte mit allen Koordinaten:
- OSM |
- WikiMap

| Name des Gebietes             | Bild           | Gebiets-Nr. | WDPA      | Stadtteil                                            | Bezirk                         | Beschreibung / Bemerkungen                                                                                     | Standort | Fläche in Hektar | Datum der Verordnung                            |
| ----------------------------- | -------------- | ----------- | --------- | ---------------------------------------------------- | ------------------------------ | --- | -------- | ---------------- | ----------------------------------------------- |
| Allermöher Wiesen             | weitere Bilder | HH-607      | 555638573 | Allermöhe, Billwerder, Neuallermöhe                  | Bergedorf                      | Trockenrasen, Feucht-, Nasswiesen, Wiesenvögel                                                                 | Position | 106              | 10.01.2017                                      |
| Auenlandschaft Obere Tideelbe | weitere Bilder | HH-101      | 555514020 | Wilhelmsburg                                         | Hamburg-Mitte                  | Tide-Vorland Norderelbe, Fische, Schierlings-Wasserfenchel, Sumpfwald                                          | Position | 246              | 16.02.2010                                      |
| Boberger Niederung            | weitere Bilder | HH-604      | 162471    | Billwerder, Lohbrügge                                | Bergedorf                      | Elbdünen, Quellen, Hang-Magerrasen, Heiden, Laubwald, Bruchwald                                                | Position | 355              | 21.05.1991                                      |
| Borghorster Elblandschaft     | weitere Bilder | HH-606      | 318221    | Altengamme, Neuengamme                               | Bergedorf                      | Süßwasser-Tide-Röhrichte, -Tide-Auwald, Auwiesen, Brack, Binnendünen, Heiden, Trockenrasen                     | Position | 224              | 19.09.2000                                      |
| Diekbek                       | weitere Bilder | HH-513      | 555734373 | Duvenstedt, Wohldorf                                 | Wandsbek                       | Auenwald, Feuchtgrünland                                                                                       | Position | 31               | 23.06.2020                                      |
| Die Reit                      | weitere Bilder | HH-601      | 81522     | Reitbrook, Allermöhe                                 | Bergedorf                      | Röhricht, Bruchwald, Kamm-Molch, Kleinvogelzug                                                                 | Position | 93               | 21.08.1973 (14.02.1989, 07.06.2011)             |
| Duvenstedter Brook            | weitere Bilder | HH-501      | 4383      | Wohldorf-Ohlstedt                                    | Wandsbek                       | Moore, Nasswiesen, Bruchwald, Auwald, Kranich                                                                  | Position | 785              | 29.07.1958 (14.02.1989, 06.04.1993)             |
| Duvenwischen                  | weitere Bilder | HH-512      | 555632786 | Volksdorf                                            | Wandsbek                       | Waldflächen, Feucht- und Nassgrünland, sehr artenreich                                                         | Position | 43               | 09.04.2019                                      |
| Eppendorfer Moor              | weitere Bilder | HH-401      | 81615     | Groß Borstel                                         | Hamburg-Nord                   | Bruchwald, Moor                                                                                                | Position | 26               | 20.04.1982 (06.01.2015)                         |
| Finkenwerder Süderelbe        | weitere Bilder | HH-707      | 163101    | Finkenwerder, Francop, Neuenfelde                    | Hamburg-Mitte, Harburg         | Altarm der Elbe                                                                                                | Position | 92               | 25.04.1989 (17.06.1997)                         |
| Fischbeker Heide              | weitere Bilder | HH-701      | 4384      | Neugraben-Fischbek, Hausbruch                        | Harburg                        | Heiden, Quellmoor, Niederwald, Laubwald                                                                        | Position | 762              | 29.07.1958 (19.05.1992)                         |
| Flottbektal                   | weitere Bilder | HH-203      | 81677     | Nienstedten                                          | Altona                         | Auwiesen | Position | 8                | 01.06.1982                                      |
| Hainesch/Iland                | weitere Bilder | HH-502      | 81805     | Bergstedt, Sasel                                     | Wandsbek                       | Auwald, Laubwald                                                                                               | Position | 71               | 07.01.1975 (14.02.1989, 07.03.1996)             |
| Heimfelder Holz               | weitere Bilder | HH-709      | 555734372 | Heimfeld                                             | Harburg                        | Laub-, Misch- und naturnahe Kiefernwälder, Fledermäuse                                                         | Position | 88               | 30.11.2021                                      |
| Heuckenlock                   | weitere Bilder | HH-702      | 81874     | Wilhelmsburg                                         | Hamburg-Mitte                  | Süßwasser-Tide-Röhricht, -Auwald, Schierlingswasserfenchel                                                     | Position | 88               | 19.07.1977                                      |
| Höltigbaum                    | weitere Bilder | HH-510      | 318567    | Rahlstedt                                            | Wandsbek                       | Eiszeitliche Geländeformen, Magerrasen, Rentierjägerfunde, Bachläufe, ”halboffene Weidelandschaft”, Kamm-Molch | Position | 270              | 26.05.1998                                      |
| Holzhafen                     | weitere Bilder | HH-102      | 555560677 | Rothenburgsort, Moorfleet                            | Bergedorf, Hamburg-Mitte       | Süßwasserwatt, Löffelente, Schierlingswasserfenchel                                                            | Position | 76               | 19.03.2013                                      |
| Hummelsbütteler Moore         | weitere Bilder | HH-511      | 389606    | Hummelsbüttel                                        | Wandsbek                       | feuchte Moorwiesen, Bruchwald, Kleingewässer, Knicks                                                           | Position | 61               | 18.01.2008                                      |
| Kiebitzbrack                  | weitere Bilder | HH-602      | 164062    | Kirchwerder, Neuengamme                              | Bergedorf                      | Röhricht, Teiche                                                                                               | Position | 29               | 26.03.1985                                      |
| Kirchwerder Wiesen            | weitere Bilder | HH-605      | 164098    | Kirchwerder, Neuengamme                              | Bergedorf                      | Wiesenvögel, Grünland, Grabenflora und -fauna, Kleinfische                                                     | Position | 858              | 24.08.1993                                      |
| Moorgürtel                    | weitere Bilder | HH-703      | 318803    | Neugraben-Fischbek                                   | Harburg                        | Wachtelkönig, Moor, Gräben, Feuchtgrünland, Moorwald                                                           | Position | 949              | 07.08.2001 (24.03.2009)                         |
| Mühlenberger Loch/Neßsand     | weitere Bilder | HH-201      | 82221     | Blankenese, Finkenwerder, Neugraben-Fischbek, Rissen | Altona, Hamburg-Mitte, Harburg | Süßwasserwatt, -Röhricht, -Tideauwald; Rastvögel, Fische, Schierlings-Wasserfenchel                            | Position | 644              | 28.10.1952 (18.10.2005)                         |
| Neuländer Moorwiesen          | weitere Bilder | HH-708      | 555638575 | Gut Moor, Neuland                                    | Harburg                        | Wiesenvögel, Nass- und Feuchtgrünland, Grabenflora und -fauna                                                  | Position | 216              | 01.08.2017                                      |
| Raakmoor                      | weitere Bilder | HH-507      | 82355     | Hummelsbüttel                                        | Wandsbek                       | Bruchwald, Moor                                                                                                | Position | 33               | 08.05.1979 (21.06.2004)                         |
| Rhee                          | weitere Bilder | HH-704      | 82400     | Wilhelmsburg                                         | Hamburg-Mitte                  | Bruchwald | Position | 16               | 22.06.1981                                      |
| Rodenbeker Quellental         | weitere Bilder | HH-503      | 82429     | Bergstedt, Ohlstedt                                  | Wandsbek                       | Auwald, Laubwald, Quellen                                                                                      | Position | 84               | 25.01.1977 (14.02.1989, 26.07.2011)             |
| Rothsteinsmoor                | weitere Bilder | HH-402      | 389970    | Langenhorn                                           | Hamburg-Nord                   | Moor, Heide, Kleingewässer, Sumpfgebüsch, Düne                                                                 | Position | 9                | 20.10.2009                                      |
| Schnaakenmoor                 | weitere Bilder | HH-202      | 82537     | Rissen                                               | Altona                         | Moore, Heiden, Trockenrasen, Binnendünen                                                                       | Position | 101              | 03.04.1979 (31.10.2006)                         |
| Schweenssand                  | weitere Bilder | HH-706      | 165521    | Neuland                                              | Harburg                        | Süßwasser-Tide-Röhrichte, -Tide-Auwald                                                                         | Position | 41               | 31.08.1993                                      |
| Stapelfelder Moor             | weitere Bilder | HH-506      | 82620     | Rahlstedt                                            | Wandsbek                       | Nährstoffarmer Weiher                                                                                          | Position | 29               | 15.08.1978 (14.02.1989)                         |
| Stellmoorer Tunneltal         | weitere Bilder | HH-505      | 82637     | Rahlstedt                                            | Wandsbek                       | Eiszeitliche Geländeformen, Nasswiesen, Rentierjägerfunde, Bachläufe, Niederwald                               | Position | 218              | 28.03.1978 (02.09.1986, 14.02.1989, 05.10.1993) |
| Volksdorfer Teichwiesen       | weitere Bilder | HH-509      | 166090    | Volksdorf                                            | Wandsbek                       | Feucht-, Nasswiesen, eiszeitliche Geländeformen                                                                | Position | 30               | 06.07.1993                                      |
| Vollhöfner Weiden             |                |             |           | Altenwerder, Moorburg                                | Harburg                        | |          |                  | 18.02.2025                                      |
| Westerweiden                  | weitere Bilder | HH-705      | 163101    | Finkenwerder                                         | Hamburg-Mitte                  | Wiesenvögel, Weidelandschaft                                                                                   | Position | 62               | 25.04.1989 (27.08.1996)                         |
| Wittenbergen                  | weitere Bilder | HH-204      | 166342    | Rissen                                               | Altona                         | Auwiesen, Hangtrocken- und Magerrasen, Heiden, Laubwald                                                        | Position | 67               | 24.06.1986 (01.06.2010)                         |
| Wittmoor                      | weitere Bilder | HH-504      | 82932     | Duvenstedt, Lemsahl-Mellingstedt, Poppenbüttel       | Wandsbek                       | Bruchwald, Moore, Naßwiesen, Heiden, Kerbtäler                                                                 | Position | 213              | 21.02.1978 (14.02.1989, 15.07.1997)             |
| Wohldorfer Wald               | weitere Bilder | HH-508      | 82933     | Wohldorf-Ohlstedt                                    | Wandsbek                       | Laub-, Bruch-, Auwald, Flusslauf, Quellen                                                                      | Position | 282              | 25.06.2013 (09.12.1980, 20.12.1988, 14.02.1989) |
| Zollenspieker                 | weitere Bilder | HH-603      | 166425    | Kirchwerder, Neuengamme                              | Bergedorf                      | Süßwasser-Tide-Röhrichte, -Tide-Auwald                                                                         | Position | 79               | 26.04.1988                                      |